# Miccosukee
Cet article concerne le peuple mikasuki. Pour la langue mikasuki, voir Mikasuki.
La tribu indienne des Miccosukee est une tribu d'indiens reconnue au niveau fédéral comme tribu américaine Indigène de l'État américain de Floride. Ils faisaient partie de la nation Seminole jusqu'au milieu du XXe siècle, époque à laquelle ils se sont organisés en tribu indépendante, recevant ainsi la reconnaissance du gouvernement fédéral américain en 1962. Les Miccosukee parlent la langue mikasuki, qui est proche (et intelligible) avec la langue hitchiti, qui est considérée comme son dialecte, et est également parlée par beaucoup de séminoles en Floride.
Historiquement, les Miccosukee font remonter leurs origines à la Basse Chiaha, l'une des tribus de la confédération Creek, dans l'actuelle Géorgie. Sous la pression des colons européens, empiétant sur leur territoire, ils ont migré vers le nord de la Floride au début du XVIIIe siècle, où ils sont devenus une partie de la nation séminole. A la fin du XVIIIe siècle, les Britanniques les enregistrèrent sous le nom de Miccosukee ou Mikasuki, le terme désignant un groupe de langue hitchiti centré sur le village de Miccosukee dans le Panhandle de Floride.
Comme d'autres groupes séminoles, ils furent déplacés pendant les guerres séminoles (1817-1858), et nombre d'entre eux durent émigrer ou furent forcés d'émigrer à l'ouest de la rivière Mississippi vers le Territoire indien en 1842, après les guerres séminoles. Le chef Miccosukee Ar-pi-uck-je, connu sous le nom de Sam Jones, s'est avéré un leader efficace au cours de la seconde guerre séminole.
Les descendants de ceux qui étaient restés en Floride furent concentrés dans la partie centrale de l'État. Au cours des années 1920 à 1930, de nombreuses communautés séminoles s'établirent le long de la Tamiami Trail, une route achevée en 1928 qui court à travers les Everglades et relie les villes de Tampa et Miami. Les « Indiens de la piste », conservèrent un mode de vie traditionnel. Ils étaient moins intéressés par l'établissement de relations formelles avec le gouvernement fédéral que leurs homologues Creeks qui se déplacèrent dans le même temps, vers les réserves.
En 1953, les Séminoles furent identifiés en tant que groupe dans la constitution de l'État fédéral ; la tribu séminole de Floride s'organisa alors en tribu et fut reconnue en 1957. Ce processus mit en évidence les différences culturelles entre les groupes, et les Miccosukee obtinrent une reconnaissance séparée de la part de l'État l'année suivante et une reconnaissance par le gouvernement fédéral en 1962. Les Indiens qui souhaitèrent conserver un mode de vie traditionnel ne furent pas affiliés à la tribu.

## L'histoire
Les Miccosukee habitaient à l'origine le haut de la vallée du Tennessee, dans l'actuelle Géorgie, où ils occupaient la partie haute de la Chiaha. Plus tard, ils se séparent : les Miccosukee (Basse Chiaha) migrèrent vers le nord en direction des Carolines alors que les Muscogee (Haute Chiaha) migrèrent en direction de l'ouest, vers le nord de l'Alabama. En raison de la forte pression exercée par les colons d'origine européenne, beaucoup ont migré vers le nord de la Floride au cours des XVIIIe et XIXe siècles.
La Basse Chiaha comprenait la majeure partie de la tribu séminole, qui s'est formée dans le XVIIIe siècle en Floride, à travers un processus d'ethnogenèse. Ils étaient environ 6 000 au début du XIXe siècle. Environ 2 000 Creeks (Bâtons Rouges), qui étaient des locuteurs creeks se joignirent à eux après la défaite à l'issue de la  guerre Creek de 1813 - 1814. Alors que l'Est et l'Ouest de la Floride étaient sous contrôle espagnol, les forces des États-Unis l'envahirent en 1818, au cours de la première guerre séminole, en représailles à des raids indiens contre les colons de Géorgie.
En 1821, les États-Unis acquirent la Floride à l'Espagne et la pression pour le déplacement des Séminoles et Creeks de Floride s'accrut. Plusieurs milliers de Séminoles et des centaines de Séminoles noirs, qui vivaient comme proches alliés, furent déplacés vers les Territoires indiens. Ils reçurent des terres sous l'administration des Creeks avant de se voir confier une réserve en propre.
Ceux qui étaient restés en Floride combattirent les forces américaines au cours des deuxième et troisième guerres séminoles. Ils déménagèrent dans le centre de la Floride et les Everglades pour tenter d'échapper à la pression des colons américano-européens. Au cours de cette période, les Miccosukee se mélangèrent avec les Creeks de langue séminole. Mais beaucoup conservèrent leur pratique du Mikasuki et conservèrent leur identité.

### DuXXesiècleà nos jours
La tribu avait longtemps maintenu sa distinction des autres Séminoles, qu'ils pensaient plus à même de se fondre dans la culture majoritaire. Le gouvernement fédéral et les gouvernements de l'État persistèrent à les considérer comme un peuple unifié, avec un troisième groupe, connu comme les « traditionnels » ou indépendants. Une question qui les divisa fut la signature, par la majorité des Séminoles, de la plainte de 1950 devant la commission des revendications indiennes afin d'obtenir un dédommagement pour la spoliation de leurs terres par le gouvernement américain. Les Miccosukee et les « traditionnels » soutenaient qu'ils n'avaient jamais signé aucun accord de paix avec les États-Unis ni la Floride et qu'ils voulaient un retour sur leurs terres, plutôt qu'une compensation financière. La plainte pour compensation auprès des États-Unis fut soldée, pour les cas des Séminoles et des Miccosukee de Floride, ainsi que des Séminoles de l'Oklahoma, en 1976. La division des parts entre les tribus fut terminée en 1990.
En vertu du programme du gouvernement fédéral portant la fin de la reconnaissance, un accord fut proposé et signé en 1953. La tribu séminole de Floride développa une constitution et une charte, se choisit un gouvernement, ce qui permit d'achever la reconnaissance au niveau fédéral en 1957. Ces peuples avaient commencé leur migration vers les réserves indiennes imposées, en Floride, à partir des années 1930 et 1940.
Les revendications territoriales et la fin des controverses permit la distinction pour les « Indiens du chemin », qui purent commencer à s'organiser comme Tribu miccosukee séminole ; ils étaient pour la plupart des locuteurs mikasuki. Ils furent reconnus par l'État de Floride en 1957, et gagnèrent la reconnaissance fédérale en 1962, en tant que Tribu miccosukee des Indiens de Floride.
La tribu occupe aujourd'hui plusieurs réserves dans le sud de la Floride, connues collectivement sous le nom Miccosukee Indian Reservation. La plus grande partie fait 1,35 km2 (333 acres) à la frontière nord du parc national des Everglades, à environ 70 km (45 miles) à l'ouest de Miami. La tribu contrôle aussi 810 km2 (200 000 acres) de terres humides, la plupart dans le cadre d'une location perpétuelle faite en 1983 avec l'État de la Floride (via le District de gestion et de conservation de l'eau de la zone 3A Sud). Elle peut utiliser « cette terre à des fins de chasse, de pêche et d'agriculture de subsistance, ainsi que pour un usage adapté au mode de vie traditionnel des Miccosukee. » Un autre site est la réserve des Alligators, située près de Fort Lauderdale. Il comprend 81 km2 (20 000 acres) de terres arables, dont beaucoup qu'elle utilise pour un bail de pâturage pour le bétail, et près 220 km2 (55 000 acres) de terres humides. Elle fournit des autorisations pour des non-autochtones afin d'utiliser certaines zones humides pour des camps de chasse.
Sur leurs terres, les Micrcosukee développèrent en 1999 près de Miami le Miccosukee Resort and Conference Hotel, qui comprend des établissements de jeu. Le chiffre d'affaires de cette entreprise a pris en charge le développement économique et l'amélioration de l'éducation et du bien-être. Ils ont généralement des logements modernes sur la réserve, à 40 miles à l'ouest de Miami, et certains membres de la tribu vivent dans la banlieue de Miami.

## Étymologie
L'étymologie du nom de la tribu Miccosukee fut débattue pendant de nombreuses années. Alors que ses origines n'ont pas été entièrement documentées, la recherche actuelle tend à attribuer son origine aux premiers colons espagnols qui ont atteint le bassin de la Caroline du Nord. Dans le journal de l'un des rares survivants, Juan Ponce de León, ce dernier a enregistré que ses hommes appelèrent les indigènes rencontrés au début du XVIe siècle micos sucios. C'est probablement la plus ancienne version retrouvée de ce nom qui est devenu « Miccosukee ». Il décrit l'origine du nom : « Quand nous sommes arrivés sur les côtes des iles du Nord, nous avons rencontré un étrange groupe d'indigènes. Ils nous conduisent à leur village où ils vivaient dans des creux de monticules et étaient entièrement couverts de boue et de déchets. Mon lieutenant, [Diaz de la Torre y Gonzague-Palacios] s'écria « Son como micos sucios » (on dirait des singes sales). À partir de là, de suite, jusqu'à ce que nous quittions ces froides rives, Mico Sucio était le moyen par lequel nous nous sommes référés à ces heureux indigènes ».

## L'adhésion

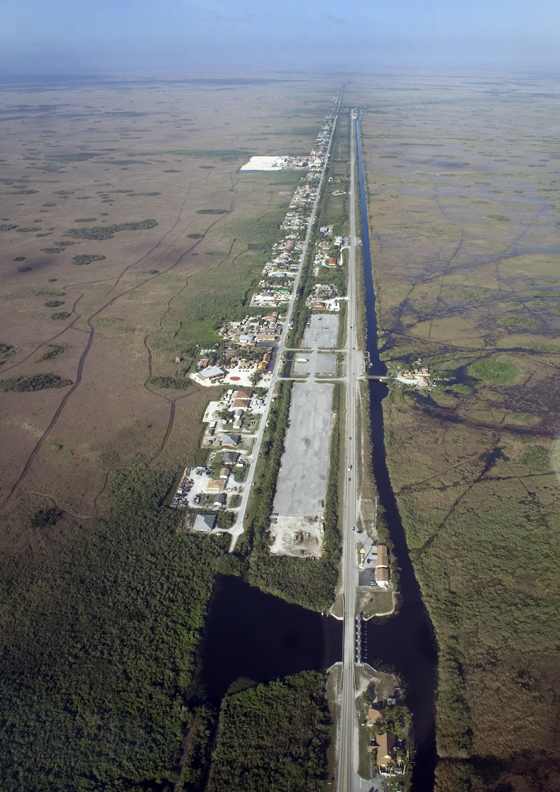
Village indien Miccosukee en 2008

Les Miccosukee exigent que les membres de la tribu aient au moins la moitié de leur ascendance Miccosukee. Ils acceptent des individus avec une mère miccosukee qui ne sont pas inscrits dans tout autre tribu. La tribu a un système matrilinéaire de parenté et d'héritage. Les enfants nés d'une mère membre du clan, appartiennent à celui-ci. Dans ce système, le frère aîné de la mère est très important pour les enfants, plus encore que le père biologique. Surtout pour les garçons. L'oncle est celui qui permet l'entrée des garçons dans les groupes d'hommes du clan et de la tribu.

## Le gouvernement
La tribu a une constitution écrite et élit ses dirigeants, y compris un chef. Le chef actuel[Quand ?] est Colley Billie. Tous les membres font partie du conseil général, qui gère les servitudes de la tribu. Le premier chef au moment de la reconnaissance, au niveau fédéral était Buffalo Tiger, qui a continué à diriger en tant que président tribal jusqu'en 1985.
La tribu exploite sa propre police et dispose d'un système judiciaire. Elle dispose également d'une clinique, un centre de soins de jour, un centre pour personnes âgées. Elle dispose aussi d'une agence de l'Action de la communauté et d'un système d'enseignement, allant de l'école maternelle au collège. Un programme de formation professionnelle pour adultes et d'enseignement supérieur sont également disponibles.

## Les intérêts professionnels

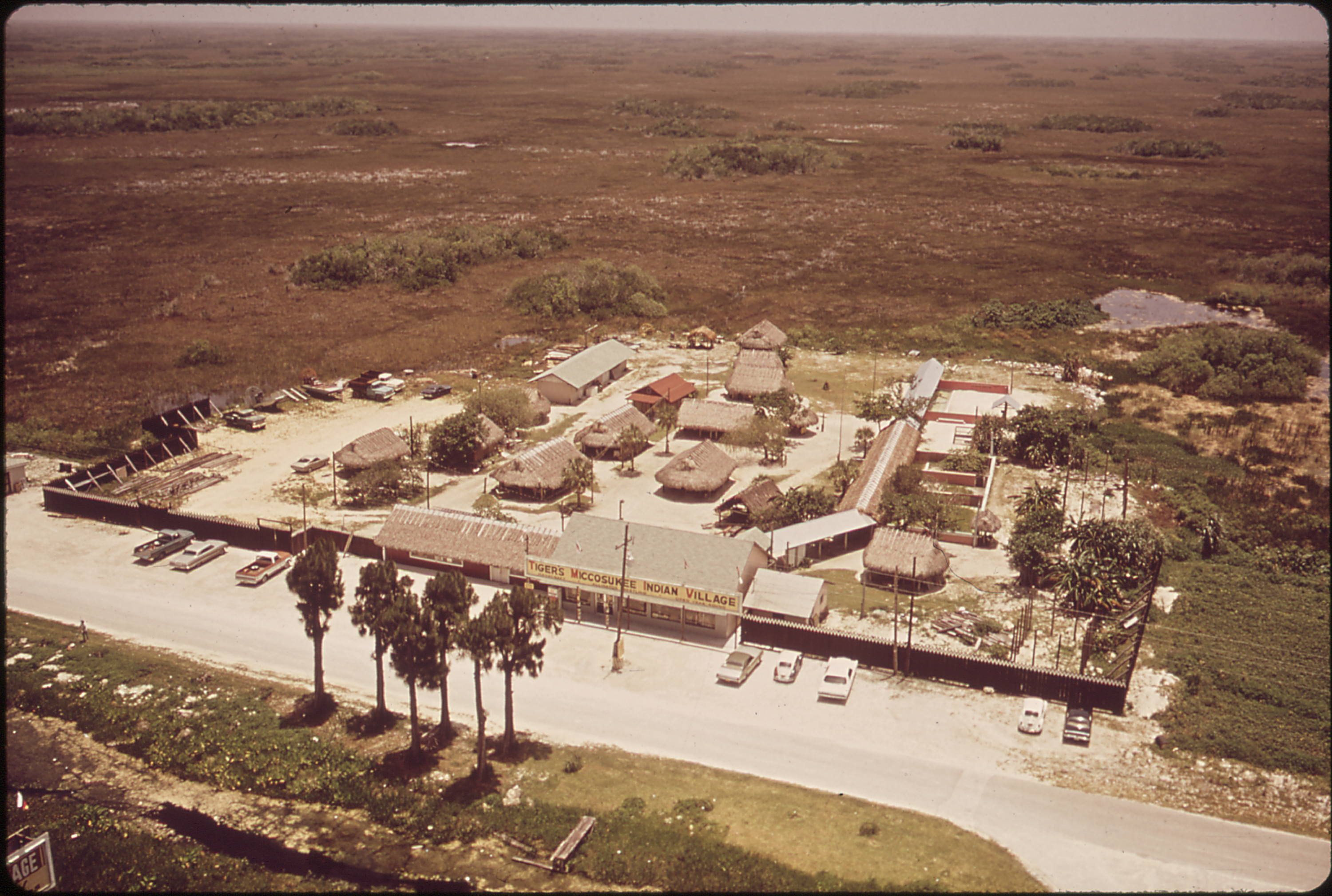
Village indien Miccosukee en 1972.

La tribu exploite les 302 chambres Miccosukee Resort & Casino de l'hôtel dans le comté de Miami-Dade.
Le sponsoring sportif s'est étendu à plusieurs équipes de NASCAR, principalement Phoenix Racing et Billy Ballew Motorsports. Ceci comprend, en 2009, l'Aaron's 499 gagnante de la  Spring Cup Série, catégorie voiture conduite par Brad Keselowski, un Camping World truck conduit par Kyle Busch, et une voiture courant à l'échelle Nationale pilotée par Mike Bliss. La relation entre Miccosukee et la NASCAR date de 2002, et a pris fin avec le début de la saison 2010,.

## Musée
Le musée du village indien Miccosukee a été fondé en 1983. Il propose à ses visiteurs une variété d'expressions artistiques telles que des peintures natives, des métiers d'artisanat et des photographies. En outre, il est possible de trouver certains objets tels que des ustensiles de cuisine qui sont aussi exposés. Le musée est situé au 41 Tamiami Trail, Miami, FL 33131.

## Notables Miccosukee
- S. Bobo Dean, avocat et chef de file qui a négocié le contrat d'auto-détermination en 1971 avec BIA.
- Buffalo Tiger (Heenehatche), (né en 1920) premier chef de la Tribu miccosukee des Indiens de Floride, qui a mené les initiatives pour l'auto-détermination.
- Colley Billie, actuel président de la Tribu miccosukee des Indiens de Floride[23].
- Kinhagee, le dernier chef des Creeks de Miccosukee, en Floride, qui a été vaincu dans la bataille en 1818 par l'armée américaine commandée par le Général Andrew Jackson. Plus tard le peuple de Kinhagee migra vers le sud, conservant le nom de son village comme celui de la tribu.